# Operacja mławsko-elbląska
Operacja mławsko-elbląska – ofensywna operacja radzieckich wojsk prowadzona od 14 do 26 stycznia 1945 roku w celu odcięcia Grupy Armii „Środek”, mająca na celu zdobycie Elbląga.

## Sytuacja
Na początku operacji wojska 2 Frontu Białoruskiego zajmowały rubież Kanał Augustowski, rzek Bóbr i Narew. Przyczółki znajdowały się w rejonach Augustowa, Różana i Serocka.
Główne uderzenie w kierunku na Malbork z przyczółka różańskiego miały wykonać:
- 3 Armia,
- 48 Armia,
- 2 Armia Uderzeniowa,
- 5 Gwardyjska Armia Pancerna.

Z przyczółka serockiego na północny zachód nacierały:
- 65 Armia,
- 70 Armia.

49 Armia nacierała na Myszyniec.

## Teren operacji
Teren zajmowały zmodernizowane polowe umocnienia i przeciwpancerne zapory niemieckie. Silna obrona była przygotowywana przez Niemców jeszcze na początku 1941 roku. Niemcy mieli 3 obronne pasy – wzmocnione 2-4 bunkrów na 1 kilometr. Pozycje typu polowego miały od 3 do 5 linii wykopów. Stare twierdze (Mława, Modlin, Elbląg, Malbork, Toruń) wzmacniały obronę. Miejscowości i obrona hitlerowców nie pozwalały przedrzeć się na jednym odcinku. Dlatego wyłom w linii frontu był możliwy na 5-21 kilometra. Na tych odcinkach była wysoka gęstości artylerii – 180-300 dział na 1 kilometr frontu. Przygotowując operację nieprzerwanie prowadzono rozpoznanie inżynierskich umocnień.

## Przebieg bitwy
14 stycznia 1945 radzieckie wojska przeszły w natarcie. Niemcy okazywali wytrwały opór w obronie. Armie przy pomocy 2 pancernych i zmechanizowanych korpusów 15 stycznia przedarły się przez główną linię obrony. 16 stycznia posunęły się na 10-25 kilometrów i dokończyły wyłomu w taktycznej obronie niemieckiej. W związku z poprawą pogody 16 stycznia zaczęło operować radzieckie lotnictwo. Przez dzień wykonano powyżej 2500 lotów bojowych. 17 stycznia w pasie 48 Armii w wyłom wprowadzono 5 Gwardyjską Armię Pancerną. Przez cały dzień powiększyła ona głębokość wyłomu do 60 kilometrów i osiągnęła Mławski rejon umocniony. W pierwszych dniach dla wsparcia wojsk pancernych zaangażowano do 85% sił lotnictwa frontu. Reszta lotnictwa wykonywała naloty na węzły kolejowe w Szczytnie, Olsztynie i Nidzicy.
Skupienie podstawowych wysiłków lotnictwa na prawym skrzydle frontu pozwoliło przerwać przegrupowanie Niemców i okazać efektywne wsparcie wojskom pancernym. Szybkie natarcie radzieckich czołgów zlikwidowało groźbę kontrataku, przygotowywanego z rejonu Ciechanowa i Przasnysza.
Rozwijając natarcie, radzieckie wojska z zachodu i południa obeszły Mławę i nad ranem 19 stycznia wyzwoliły ją. Wojsko lewego skrzydła frontu do tego czasu wyszło na przedpola Płońska i zdobyło Modlin. Podstawowe siły i rezerwy 2 Armii były zniszczone. Rankiem 19 stycznia wojsko centrum i lewe skrzydło frontu przy aktywnym poparciu lotnictwa wznowiły atak, głęboko obejmując prawą flankę południowo-pruskiego ugrupowania. Pod groźbą otoczenia niemieckie dowództwo 22 stycznia wycofało wojska z okręgu Jezior Mazurskich na północny zachód.
21 stycznia Stawka wydała dyrektywę: 2 Front Białoruski ma za zadanie wyjście nad Zalew Wiślany i odcięcie wschodniopruskiego zgrupowania od reszty wojsk niemieckich. Dyrektywa nakazywała również opanować lewym skrzydłem, a więc siłami 70 i 65 Armii, Wisłę od Kwidzyna do Fordonu, sforsowanie rzeki z marszu i uchwycenie przyczółka na lewym jej brzegu i następnie kontynuowanie natarcia w kierunku zachodnim.
25 stycznia oddziały szybkie frontu obszedłszy ze wschodu Elbląg wyszły na brzeg zatoki Zalewu Wiślanego i przecięły podstawowe lądowe szlaki komunikacyjne Grupy Armii „Środek”. Niemcy mogli komunikować się z wojskami, działającymi za Wisłą tylko po Mierzei Wiślanej. 26 stycznia oddziały 2 Armii Uderzeniowej wdarły się do Malborka. Wojska lewego skrzydła frontu do tego czasu doszły do Wisły i w rejonie Bydgoszczy zdobyły przyczółek na jej zachodnim brzegu.

## Wyniki operacji
Podczas natarcia wojska rozgromiły 2 Armię i część 4 Armii Wehrmachtu. Zablokowane zostało wschodnio-pruskie ugrupowanie Niemców. Zdobyto przyczółek pod Bydgoszczą i stworzono warunki do natarcia na Pomorze.
W czasie odwrotu 2 Armia wchłonęła cztery dywizje wykrwawione w walkach w republikach nadbałtyckich i wycofane na tyły w celu odtworzenia:
- 15 Dywizję Grenadierów SS,
- 31 Dywizja Grenadierów Ludowych,
- 83 Dywizję Piechoty,
- 23 Dywizję Piechoty.

W jej skład weszły również trzy dywizje i jedna brygada z 9 Armii:
- 73 Dywizja Piechoty,
- 337 Dywizja Grenadierów Ludowych,
- 251 Dywizja Piechoty,
- 1 Brygada Zaporowa

oraz trzy dywizje wycofane z Kurlandii:
- 4 Dywizja Pancerna,
- 227 Dywizja Piechoty,
- 32 Dywizja Piechoty.

Dodatkowym wsparciem stał się szereg wystawianych naprędce grup bojowych, złożonych z uczniów szkół oficerskich i podoficerskich, marynarki wojennej, policji, SS, forteczne itp. Po otrzymaniu tych wzmocnień 2 Armia mogła oprzeć się na dogodnej do obrony linii dolnej Wisły i Nogatu, ale nie zdołała utrzymać linii Noteci, zatrzymując Armię Czerwoną dopiero 30–40 km na północ od tej linii, na skraju Borów Tucholskich.